# Dolovo (Tutin)
Pour les articles homonymes, voir Dolovo.
Dolovo (en serbe cyrillique : Долово) est un village de Serbie situé dans la municipalité de Tutin, district de Raška. Au recensement de 2011, il comptait 388 habitants.

## Démographie
| 1948 | 1953 | 1961 | 1971 | 1981 | 1991 | 2002 | 2011 |
| ---- | ---- | ---- | ---- | ---- | ---- | ---- | ---- |
| 631  | 708  | 783  | 725  | 713  | 614  | 465  | 388  |

|  |